# Ruda (Skierniewice)
Pour les articles homonymes, voir Ruda.
Ruda est une localité polonaise de la gmina et du powiat de Skierniewice en voïvodie de Łódź.